# 给江西共产主义劳动大学的一封信
《给江西共产主义劳动大学的一封信》，又称《七·三〇指示》，是毛泽东1961年7月30日给江西共产主义劳动大学的一封信。1965年中共中央宣传部全文转发此信。1977年7月30日，经中共中央批准，各报全文发表。中华人民共和国教育部同时通知各地教育部门要求认真学习。

## 内容
信中说：“半工半读，勤工俭学，不要国家一文钱，小学、中学、大学都有，分散在全省各个山头，少数在平地。这样的学校确是很好的。在校的青年居多，也有一部分中青年干部。我希望不但在江西有这样的学校，各省也应有这样的学校。各省应派有能力有见识的负责同志到江西来考察，吸取经验，回去试办。”